# 常石磊
常石磊（1981年7月21日—），別名石頭，中國大陸音乐創作人及歌手，出生於廣東省廣州市，畢業於上海音樂學院，曾为许多歌手创作音乐及担任制作人。

## 经历
常石磊为2008年北京奧運會開幕式音樂製作團隊的成員，也是開幕式主题曲《我和你》的原唱者。
2009年成龍與常石磊簽約，助其推廣其音樂，同年8月常推出首張專輯《Niu china新中國》，並於2010年7月推出了原创音乐专辑《自己》，同年為電影《山楂樹之戀》演唱插曲《山楂樹》。2012年於《聲動亞洲》歌唱比賽中贏得亞軍。2013年7月，常石磊凭借为林忆莲制作的音乐《盖亚》荣获第24届金曲奖最佳编曲人奖和最佳专辑制作人奖。

## 个人作品

### 单曲
- Wait For Me In Sydney（电视剧《在悉尼等我》主题曲） 2007
- 牵手世博（2007年度世博优秀歌曲） 2007
- 手握手（汶川地震抗震救灾爱心歌曲） 2008
- 梦幻五环（2008奥运会开幕式歌曲） 2008
- 音乐·爱（中国移动无线音乐咪咕汇主题曲） 2008
- 我的城（2008年度世博优秀歌曲） 2008
- 中国年（演唱:成龙、谭晶、常石磊 作曲、编曲、和声:常石磊） 2009
- 心中的城（北京市文物保护公益歌曲） 2009
- 连接（央视CCTV-2财经频道《环球财经连线》主题曲） 2009-09
- 漂流瓶（青岛海洋节主题歌【张靓颖演唱】） 2009
- 哥哥（2010北京卫视春晚主题曲） 2009-12-03
- 恍然如梦（北京奥运一周年纪念活动主题歌） 2009
- 城市（上海世博会倒计时一周年推广歌曲） 2009
- 相随永远（第一届北京奥运城市体育文化节主题曲） 2010
- Oh Yeah Yeah（央视《球迷狂欢节》主题曲） 2010-06-12
- 虹（深圳大运会火炬歌曲） 2010-08
- 山楂树（电影《山楂树之恋》主题曲） 2010-09-13
- 心依恋（纪录片《当卢浮宫遇见紫禁城》片尾曲） 2010
- 大爱（玉树地震赈灾歌曲【谭晶演唱】） 2010
- 生命的礼物（2010世界献血者日主题曲【任贤齐演唱】） 2010
- 青奥之城（2014年夏季青年奥林匹克运动会徽发布仪式主题歌） 2011
- 青春（2014年南京青奥会主题口号曲） 2011
- 你出现（电影《分手达人》片尾曲） 2011-03
- 肆（广东YoungD青少年网络电台台歌） 2011-04-27
- 名字（CCTV品牌盛典主题曲） 2011
- 可能的世界（北京国际设计周主题歌） 2011
- 飞天（电影《飞天》同名主题歌） 2011
- 九牧阳光（为九牧厨卫创作完成的企业品牌歌曲） 2011
- 两岸同心 我们同行（两岸万名青年大型交流主题活动主题歌） 2011
- 爱心（《京华时报·公益周刊》主题歌） 2011
- 楚楚动人（荆州城市形象推广歌曲） 2011
- 一路向前（北京国际山地徒步大会主题曲【杨培安演唱】） 2011
- 早十年的童话（微电影《早十年的童话》同名主题曲） 2012
- 对他说我愿意（电影《我愿意I DO》宣传主题曲） 2012
- 天地鉴（纪录片《金砖之国》主题曲） 2012-03
- 天·知道（纪录片《环球同此凉热》主题曲） 2012
- 梦在想我（CCTV《梦想合唱团》第二季主题曲） 2012
- 中信的祝福（中信银行广告曲） 2012
- 永恒的童话（电视剧《杜拉拉之似水年华》主题曲） 2013

### 音乐专辑
- 专辑名称：《自己》
- 发行时间：2010年7月
- 语种：国语

专辑收录了11首由王平久作词，常石磊作曲、编曲、制作并演唱的歌曲。
曲目
- 01 我的城
- 02 哥哥
- 03 天数
- 04 和你一起
- 05 音乐爱
- 06 恍然如梦
- 07 相随永远
- 08 一年又一年
- 09 自己
- 10 我不懂爱情
- 11 常常

## 为他人创作

### 2002年
- 胡彥斌 - Make Friend（和音編寫、和音、鍵盤）
- 胡彥斌 - 告訴我（和音編寫、和音）
- 張敬軒 - 釋放（與張敬軒合作配唱制作、和聲編寫、和聲）
- 光良 - 光（與安棟合作和聲編寫、和聲、鍵盤）
- 光良 - Hey Friend（與安棟合作和聲編寫、和聲、鍵盤）
- 趙默 - 給我一天（和聲）
- 趙默 - 所謂完美（和聲）
- 趙默 - 失眠（和聲）

### 2003年
- 羽泉 - 懲罰（鍵盤）
- 胡彥斌 - 第一次（和聲編寫、和音）
- 胡彥斌 - 你記得嗎（和聲編寫、和音）
- 容中爾甲 - 格桑花開（編配）
- 郭凌霞 - 六十六個夢（和聲）
- 郭凌霞 - 流星（和聲、旁白）
- 郭凌霞 - 穿過海的聲音（和聲）
- 林頤 - 上機前一秒（編）

### 2004年
- 胡彥斌 - 一個人…兩個人（和聲）
- 胡彥斌 - 宣言（和聲）
- 胡彥斌 - 借口（和聲）
- 胡彥斌 - 乾脆點（和聲）
- 張雯婷 - 嗨,別走聽我說（編、制作、和音）
- 張雯婷 - 愛過你（和聲）
- 張雯婷 - 無聊遊戲（編、制作、和音）
- 張雯婷 - 今生唯一（和聲）
- 張雯婷 - 對愛情說bye-bye（曲、和聲）
- 張敬軒 - Blessing（部分作曲、編、與張敬軒合作制作、合唱編寫、和聲）
- 張敬軒 - 昨夜，早晨（編）
- 張敬軒 - ♀，♂，♀♀，♂♂（Boys & Girls）（曲、詞、編、制作、和聲編寫、和聲）
- 張敬軒 - Envy（曲、編、與張敬軒合作制作、和聲編寫、和聲）
- 張敬軒 - 眼睛（曲、詞、編、制作、和聲編寫、和聲）
- 張敬軒 - 無能為力（編）
- 張敬軒 - 春天（曲、詞、編、制作、和聲編寫、和聲）
- 張敬軒 - Intro（編、制作）
- 方瓊 - 蘇州河邊（和聲）

### 2005年
- 夢潔 - 一步一步（曲、詞、制作、編曲、和聲編寫、和聲、錄音)
- 夢潔 - 夢游記（和聲編寫、和聲）
- 夢潔 - 盲點（曲、詞、編、制作、和聲編寫、和聲、錄音）
- 夢潔 - 奇遇童話（和聲編寫、和聲）
- 夢潔 - 魔鏡小公主（和聲編寫、和聲）
- 夢潔 - 說出來（曲、詞、編、制作、和聲編寫、和聲）
- 夢潔 - 暗號（和聲編寫、和聲）
- 夢潔 - 咿呀呀噢（和聲編寫、和聲）
- 夢潔 - Pretty Girl（和聲編寫、和聲）
- 王麗達 - 唱愛（曲、詞、編、制作、和聲編寫、和聲）
- 麥柯 - 這個那個（曲、詞、編、制作、和聲）
- 王思思 - 就在今天（和聲）
- 王思思 - 凡星（和聲編寫、和聲）
- 王思思 - 愛恨分離（與王思思合作作曲、和聲編寫、和聲）
- 王思思 - 舞蝶（編、和聲編寫、和聲）
- 王思思 - 荷花盞（編、制作、和聲編寫、和音）
- 王思思 - 愛我不要丟下我（與王思思合作作曲作詞、編、制作、和聲編寫、和聲）

### 2006年
- 胡彥斌 - 一年前（和聲）
- 張敬軒 - 絕頂愛情（編、鍵盤）
- 薛之謙 - 快樂幫（和聲）
- 薛之謙 - 認真的雪（和聲）
- 薛之謙 - 王子歸來（和聲）
- 關智斌 - Fly Away（編）
- 張杰 - 真的不能離開你（曲、詞、編、鍵盤、弦樂編寫）
- 張杰 - 我們的歌（和聲）
- 韓寒 - 我（和聲編寫、和聲）
- 韓寒 - 追夢人（編、監、和聲編寫、和聲）
- 韓寒 - 無題（和聲編寫、和聲）
- 韓寒 - 最差的時光（曲、編、制作、和聲編寫、和聲）
- 韓寒 - 最好的事情（部分作曲、制作、和聲編寫、和聲、混音師）
- 周辰俙 - 我好愛你（和聲）

### 2007年
- 萬茜 - 丟失的結局（和聲）
- 萬茜 - 角色（與孟楠合作和聲編寫、和聲:常石磊、孟楠）
- 萬茜 - 雲（與孟楠和彭飛合作和聲編寫、和聲）
- 萬茜 - 勇敢愛（與彭程合作和聲編寫、和聲）
- 黃齡 - AHIBA（監唱）
- 黃齡 - 魔鬼身材（制作、和聲編寫、和聲）
- 黃齡 - 一個人想你（監唱、和聲編寫、和聲）
- 黃齡 - 抬頭我大牌（監唱、和聲編寫、和聲）
- 黃齡 - 玫瑰玫瑰我愛你（編、制作、和聲編寫、和聲）
- 黃齡 - 軟綿綿（編、制作、和聲編寫、和聲）
- 黃齡 - 紅眼睛（曲、編、制作）
- 黃齡 - 癢（和聲編寫、和聲）
- 黃齡 - High歌（曲、詞、編、制作、和聲編寫、和聲）
- 容祖兒 - 在你的左右（編、弦樂編寫）
- 薛之謙 - 續雪（和聲）
- 薛之謙 - 傾城（和聲）
- 薛之謙 - 愛的期限（和聲）
- 薛之謙 - 蘇黎世的從前（和聲）
- 張靚穎 - 保鮮期（編、和聲）
- 張敬軒 - 遙吻（曲、與林夕合作詞）
- 張敬軒 - 迷失表參道（曲）
- 厲娜 - 灰色幸福（和聲編寫、和聲）
- 厲娜 - 跑（監唱）
- 厲娜 - 討厭電話（監唱、和聲編寫、和聲）
- 胡彥斌 - 婚禮進行曲（和聲編寫、和聲）
- 胡彥斌 - 男人KTV（和聲編寫、和聲）
- 李宇春 - 愛的12句（與張亞東合作編曲、鋼琴、弦樂編寫）
- 江一燕 - 愛情煙熏眼（曲、詞、與山青青合作編作、和聲）
- 江一燕 - 不要告別（鋼琴）
- 江一燕 - 完美（編）
- 江一燕 - 星光電影院（編、和聲）

### 2008年
- 馬天宇 - 眨眼（編、和聲）
- 小松 - 威尼斯的淚（和聲編寫、和聲）
- 小松 - 夢想的指尖（和聲編寫、和聲）
- 小松 - 最好的（監唱、和聲編寫、和聲）
- 小松 - 永遠不分離（和聲編寫、和聲）
- 小松 - 幸福的味道（和聲編寫、和聲）
- 小松 - 聽見我的愛（和聲編寫、和聲）
- 小松 - 八十八夜（詞曲、制作、和聲編寫、和聲）
- 小松 - 甜蜜蜜（和聲編寫、和聲）
- 劉燁 - 愛無界（與張亞東合作作曲）
- 王菀之 - 我來自火星（Infinity Journey Mix）（與馮翰銘合作編曲）
- 薛之謙 - 給我的愛人（編）
- 薛之謙 - 深深愛過你(前世版)（編）
- 蒲巴甲 - 愛就是那樣簡單（和聲）
- 蒲巴甲 - 太陽（和聲）
- 孟楠 - 美麗的風景（和聲）
- 孟楠 - In Control（編、和聲）

### 2009年
- 馬天宇 - 夜上海（和聲）
- 張雯婷 - 還是朋友（和聲編寫、和聲）
- 張雯婷 - 愛情圈套（編、和聲編寫、和聲）
- 張雯婷 - 沒出息的天才（和聲編寫、和聲）
- 張雯婷 - 草莓戀愛（和聲編寫、和聲）
- 張雯婷 - 蝴蝶夢（和聲編寫、和聲）
- 張雯婷 - 運氣不壞（和聲編寫、和聲）
- 張雯婷 - 美女救英雄（和聲編寫、和聲）

### 2010年
- 李悅君 - Traveling（曲）
- 李悅君 - 避不開（曲）
- 李悅君 - 幪眼旅行（編曲）
- 張　 - 一切都值得（曲、詞、制作）
- 黃　齡 - 愛壞（曲、詞）
- 劉惜君 - 月亮船（和聲）
- 劉惜君 - 綠樹變黃（特別客串、和聲）
- 劉惜君 - 貝殼風鈴（和聲）
- 劉惜君 - 我很快樂（和聲）
- 劉惜君 - 初戀（和聲）
- 劉惜君 - 愛情花園（和聲）

### 2011年
- 艾莉莎 - 我要給的愛（曲、詞、制作、和聲）
- 張杰 - Marry me（制作）
- 張杰 - 下一個自己（制作）
- 康正昊-回首才知道（詞、曲、編、制作）

### 2012年
- 林憶蓮 - 蓋亞（與喬星合作填詞、編、與林憶蓮合作監制）
- 林憶蓮 - 無言歌（編、與林憶蓮合作監制）
- 林憶蓮 - 兩心花（與恭碩良合作作曲、編、與林憶蓮合作監制）
- 林憶蓮 - 也許（與恭碩良合作作曲、編、與林憶蓮合作監制）
- 林憶蓮 - 無淚眼（曲、編、與林憶蓮合作監制）
- 林憶蓮 - 紅眼眶（曲、編、與林憶蓮合作監制）
- 林憶蓮 - 柿子（曲、與李焯雄合作作詞、編、與林憶蓮合作監制）
- 林憶蓮 - 寂寞擁擠（編、與林憶蓮合作監制）
- 林憶蓮 - 枯榮（作曲、編、與林憶蓮合作監制）
- 林憶蓮 - 灰（曲、與李焯雄合作作詞、編、與林憶蓮合作監制）
- 林憶蓮 - 愛笑了（曲、與李焯雄合作作詞、編、與林憶蓮合作監制）
- 林憶蓮 - 假釋（編、與林憶蓮合作監制）
- 林憶蓮 - Stay（編、與林憶蓮合作監制）
- 王菀之 - 留白（曲、與馮翰銘合作編曲）

### 2013年
- 王乃恩 - 夜雀（編）
- 張學友、許慧欣 - 黃河之光（曲）
- 吳莫愁 - 愛愛愛愛（曲、詞、編、制作、和聲編寫、和聲）
- 張學友、楊冪 - 有一個夢（曲）

### 2015年
- 霍尊 - 玫瑰堡壘（曲、詞）

2016年
- 薛之谦、黄龄-来日方长（词、与袁娅维合作曲、编、制作）

### 2017年
- 陳潔儀 - 清白（曲）
- 黃齡 - 漂白（曲、編）

### 2018年
- 中國群星 - 贊贊新時代（曲）
- 鄧麗欣、方力申 - 贊贊（贊贊新時代粵語版）（曲）
- 容祖兒 - 亞亞亞、答案之書（與馮翰銘合作監製）
- 林忆莲 - 专辑 <0>

### 2020年
- 王源 - 離家的人才會想聽的故事（參與作曲、編曲並製作）

## 获奖记录
- 2003年 数字音乐制作大赛一等奖；
- 2005年 香港CASH金帆音乐奖最佳歌曲奖、最佳旋律奖提名（《Blessing》）
- 2005年 第五届华语音乐传媒大奖最佳编曲、最佳制作人提名（《Blessing》、《a.m./p.m.》）
- 2005年 香港TVB8金曲榜颁奖典礼最佳编曲提名（《无能为力》）；
- 2009年 亚太音乐榜年度最佳新锐歌手奖；
- 2009年 亚太音乐榜年度最佳演绎歌手奖；
- 2009年 北京流行音乐典礼最受欢迎男新人奖提名、最佳创作新人奖提名；
- 2009年 百度MP3最受欢迎潜力男歌手冠军；
- 2009年 中国歌曲排行榜最受欢迎男新人奖提名；
- 2010年 第十届CCTV-MTV音乐盛典内地年度最佳新人奖；
- 2010年 BQ红人榜 年度风尚新人
- 2011年 蒙牛酸酸乳音乐风云榜内地最佳男歌手提名；
- 2011年 《山楂树》获中国歌曲排行榜年度金曲奖；
- 2011年 华语音乐传媒最佳R&B/Soul艺人奖；
- 2011年“金号2011全国听众喜爱的歌手”十大金牌歌手奖；
- 2011年 奇艺网年度颁奖盛典“最佳音乐制作人”
- 2012年 《声动亚洲》总决赛获封“荣耀之星”
- 2012年 WMA世界音乐大奖最佳男艺人、世界最佳年度艺人提名
- 2013年 第24届金曲奖流行音乐类最佳编曲人奖/《盖亚》
- 2013年 第24届金曲奖流行音乐类最佳专辑制作人奖/《盖亚》
- 2018年 入圍第29屆金曲獎最佳編曲人／漂白《來日方長》
- 2019年 入圍第30屆金曲獎最佳編曲人／魅惑《0》